# The Indian Uprising at Santa Fe
The Indian Uprising at Santa Fe è un cortometraggio muto del 1912 diretto da George Melford.

## Produzione
Il film, prodotto dalla Kalem Company, fu girato a Glendale, in California.

## Distribuzione
Distribuito dalla General Film Company, il film - un cortometraggio in una bobina - uscì nelle sale cinematografiche degli Stati Uniti il 21 dicembre 1912.